# Alí ibn Abi-Bakr al-Madharaí
Alí ibn Abi-Bakr al-Madharaí fou un visir dels tulúnides d'Egipte, membre de la notable família dels al-Madharaí.
Fou nomenat visir pel tulúnida Khumàrawayh (884-896) i quan aquest fou assassinat el 18 de gener de 896, va conservar el càrrec sota el seu successor Jayx ibn Khumàrawayh. Va morir juntament amb aquest el 897 quan fou enderrocat en un cop d'estat militar.